# August Kraus (Bildhauer)

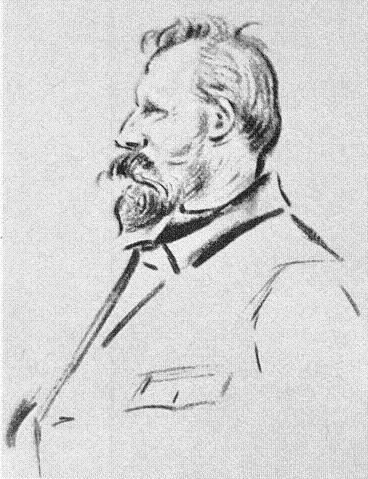
August Kraus, gezeichnet von Heinrich Zille

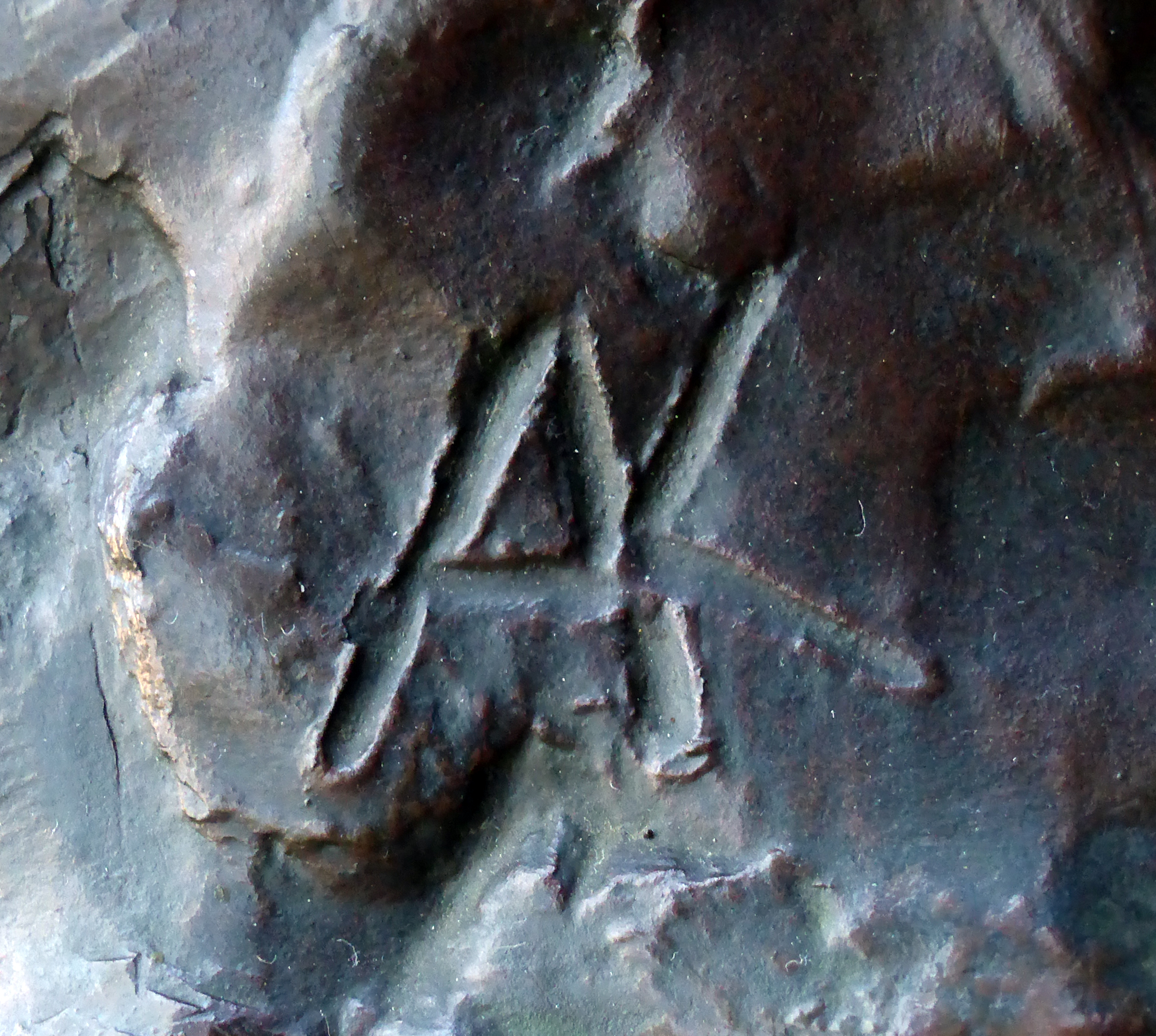
August Kraus Signatur

August Friedrich Johann Kraus (* 9. Juli 1868 in Ruhrort; † 8. Februar 1934 in Berlin) war ein deutscher Bildhauer und Medailleur.

## Leben

### Meisterschüler und Abhängigkeit von Begas
August Kraus war der Sohn eines Kutschers. Die Kindheit verbrachte er in Ruhrort, bevor die Familie Kraus 1877 nach Baden-Baden umzog. Hier nahm er 1882 eine Lehre zum Steinbildhauer bei einem Grabsteinbildhauer auf. Nach dem Weiterzug der Familie nach Straßburg 1883 setzte er die Ausbildung bei Johann Rieger fort und besuchte bis 1887 parallel die Städtische Kunsthandwerkerschule. Von 1887 bis 1891 studierte er an der Berliner Akademie der Künste, wo er in den letzten Semestern Schüler von Ernst Herter war. Anschließend war er bis 1898 Meisterschüler im Atelier von Reinhold Begas, „aus dessen Schatten er bis 1900 nicht heraustrat“.

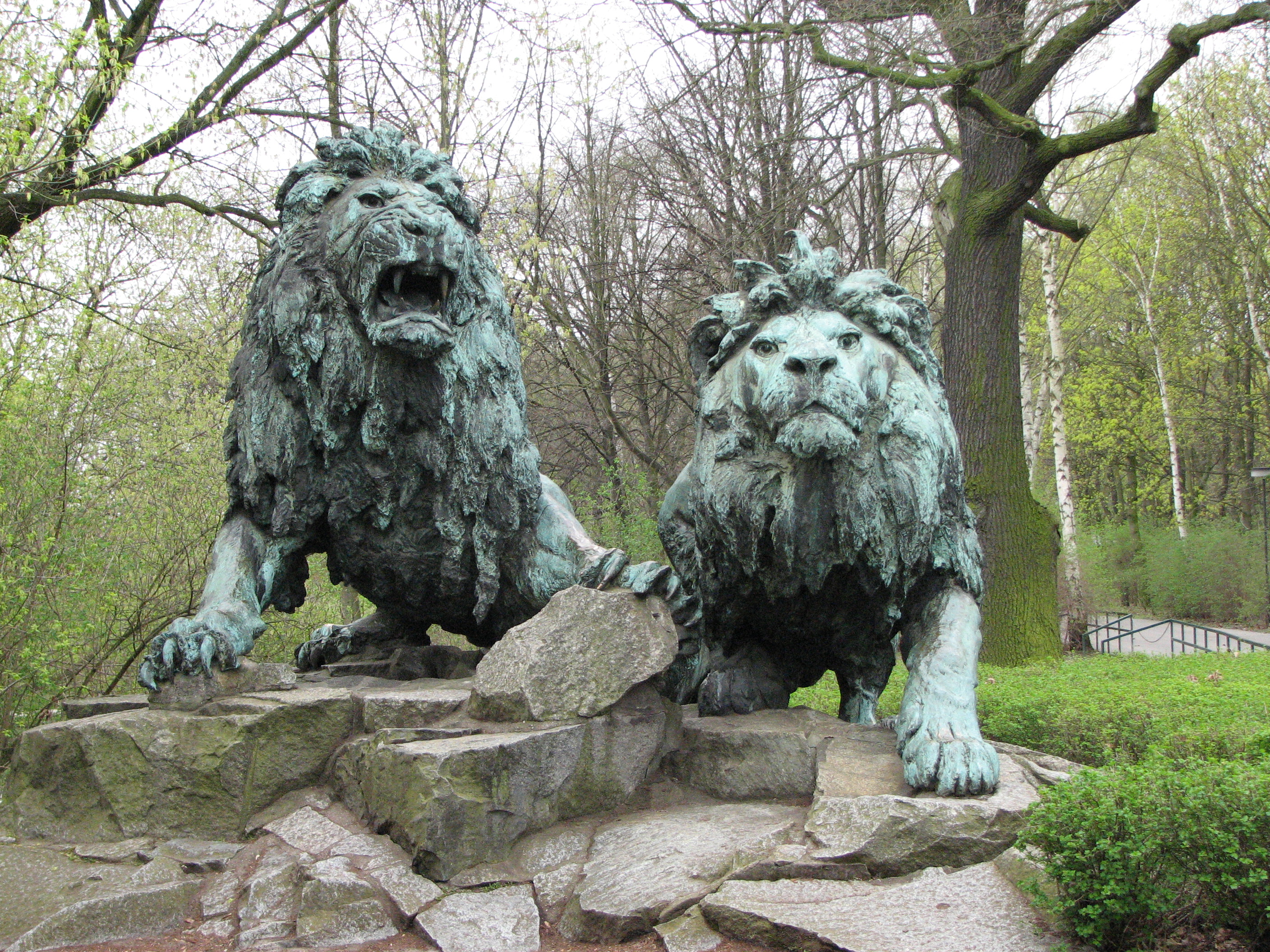
Löwenpaar

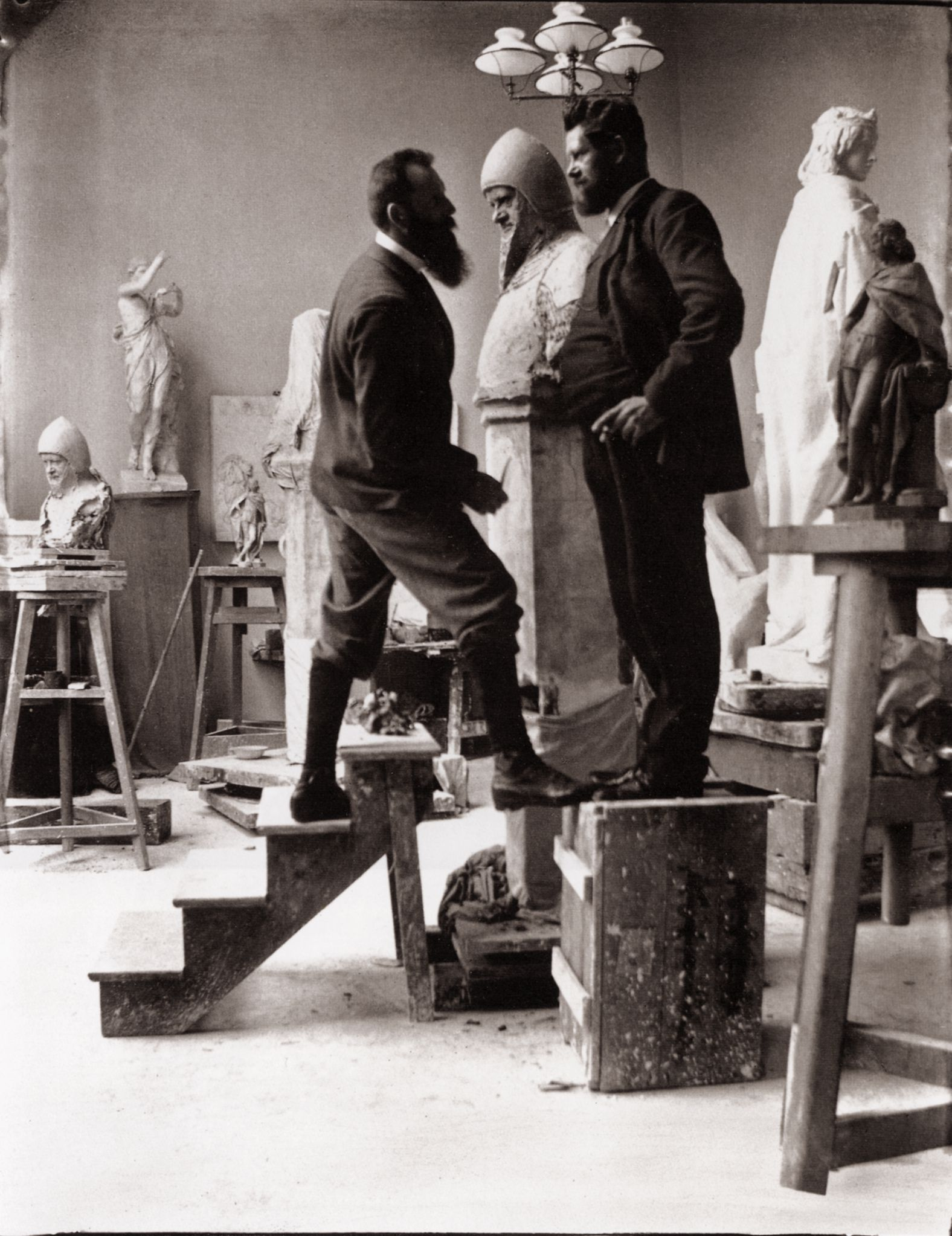
Kraus in seinem Grunewalder Atelier an der Arbeit von Wedigo von Plotho, Heinrich Zille steht Modell

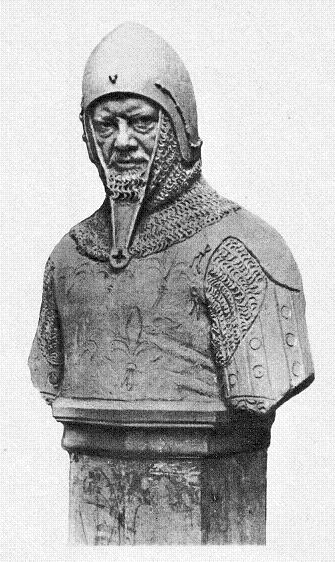
Der fertige Wedigo von Plotho alias Zille

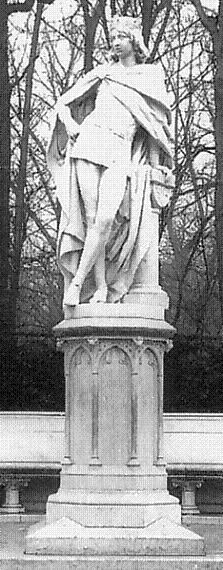
Siegesallee, Denkmalgruppe 9, Heinrich II. „das Kind“

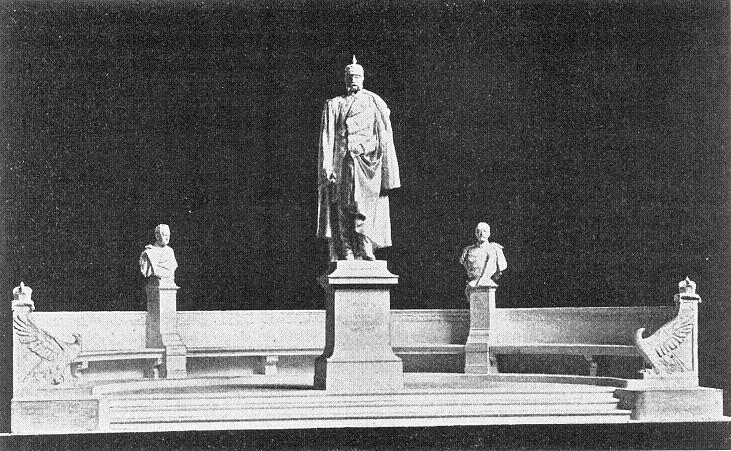
Beim Auftraggeber Wilhelm II. durchgefallener Erstentwurf der Gruppe 32 von Begas

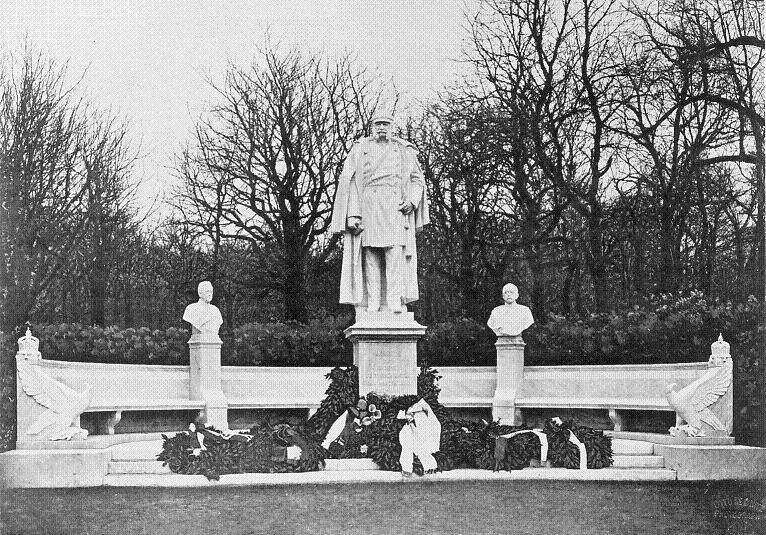
Siegesallee, Gruppe 32 mit Wilhelm I.

Zwar hatte Kraus neben weiteren Arbeiten 1898 das Iltis-Denkmal für Shanghai entworfen und ausgeführt und im Zuge seiner Arbeiten für die Berliner Siegesallee 1899 ein eigenes Atelier eingerichtet, dennoch stellte er seinem Meister Begas bis 1900 zwischendurch immer wieder seine Arbeitskraft zur Verfügung. Der zu diesem Zeitpunkt 31-jährige Bildhauer hatte eine vierköpfige Familie zu versorgen. Auch seine künstlerischen Vorstellungen ordnete er lange den materiellen Erfordernissen unter. Handwerklich versiert war er in der Lage, nach den Wünschen der Auftraggeber in den verschiedensten Stilarten zu arbeiten. Anders als Reinhold Felderhoff mit seiner modernen Auffassung der Denkmalgruppe 6 blieb Kraus bei seiner Siegesallee-Arbeit dem allgemeinen historisierenden Stil treu.
Sein jüngerer Bruder Fritz (* 24. Juni 1874), ebenfalls Bildhauer, verstarb im April 1918 als Soldat im Ersten Weltkrieg an der Westfront.

### Eigener Stil und Präsident der Akademie der Künste
Erst der große Staatspreis der Preußischen Akademie der Künste für ein fünfjähriges Rom-Stipendium brachte ihm 1900 materielle und künstlerische Unabhängigkeit. In Rom, mit Aufenthalt in der Villa Strohl-Fern, entwickelte er seinen eigenen Stil, schloss „sich der neoklassizistischen Richtung Hildebrands [an] und [wurde] neben Tuaillon und Gaul zu den Wegbereitern der Moderne.“ Als ein frühes Mitglied des gerade erst gegründeten Deutschen Künstlerbundes war Kraus mit der Bronzeplastik Römisches Mädchen auf dem Korso auf der 2. Jahresausstellung des DKB 1905 im Berliner Ausstellungshaus am Kurfürstendamm vertreten. 1906 kehrte er endgültig nach Berlin zurück.
Der Bruch mit seiner künstlerischen Vergangenheit und mit der neobarocken Bildhauerschule seines Meisters Begas führte August Kraus konsequent in die Berliner Secession, deren Vizepräsident er zwischen 1911 und 1913 war. Gemeinsam mit seinem Freund Heinrich Zille und anderen wechselte er anschließend in die Abspaltung Freie Secession. Zwischen 1914 und 1920 stand er dem Rauch-Museum als Direktor vor. Die Bildhauervereinigung Berlin wählte ihn zum 1. Vorsitzenden.
Nach der „Machtergreifung“ der Nationalsozialisten wurde er im November 1933 Präsidialrat der Reichskulturkammer. Im selben Jahr wurde er Vorsitzender der Abteilung Bildende Kunst in der „gesäuberten“ Akademie der Künste, deren Vizepräsident er schon einige Zeit gewesen war. In dieser Funktion unterzeichnete er am 3. November 1933 eine Loyalitätserklärung gegenüber Adolf Hitler. Von 1933 bis zu seinem Tode war er kommissarischer Präsident der Preußischen Akademie der Künste.

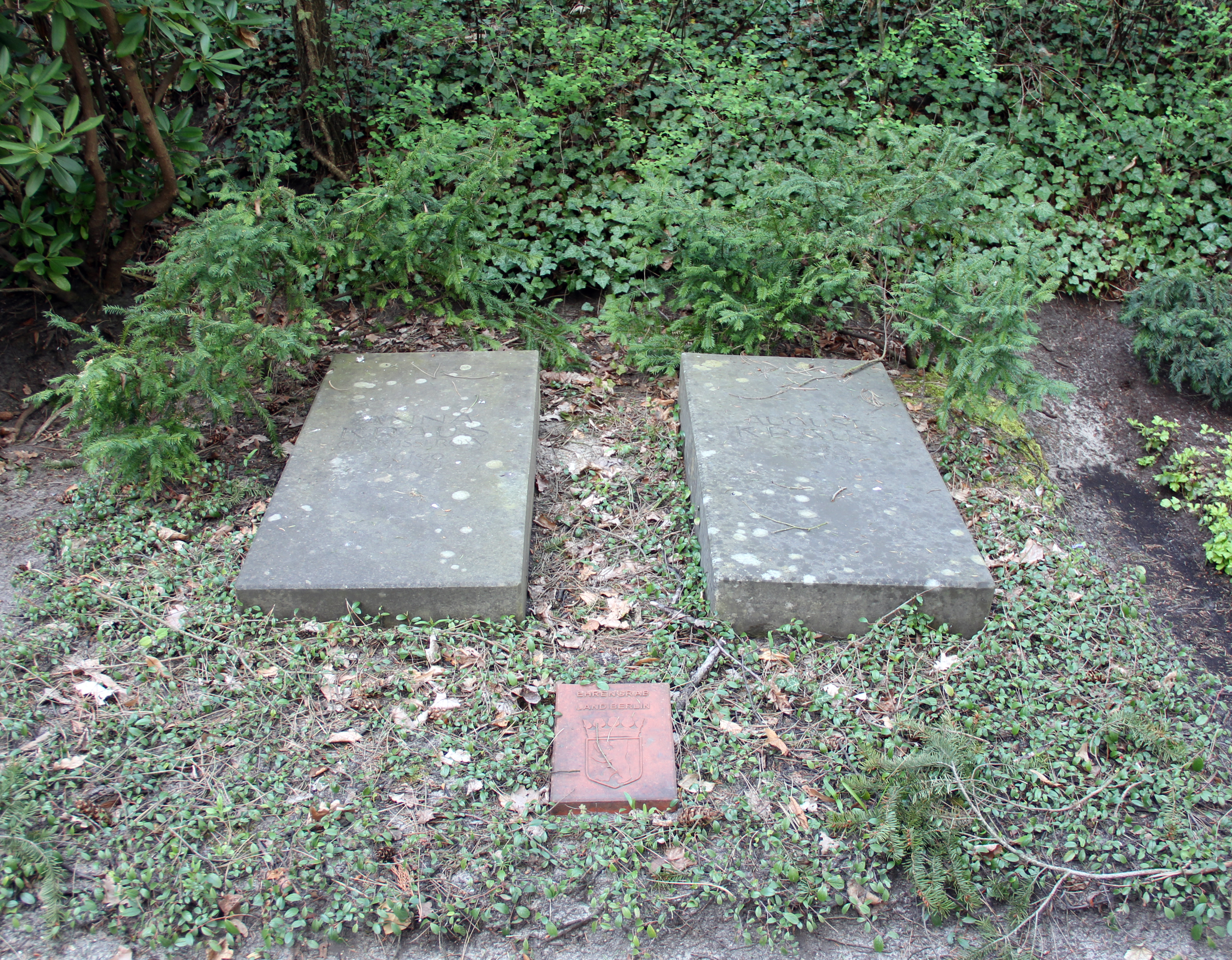
Ehrengrab von August Kraus auf dem Friedhof Heerstraße in Berlin-Westend

August Kraus starb am 8. Februar 1934 im Alter von 65 Jahren in Berlin an den Folgen eines Herzanfalls. Sein Grab befindet sich auf dem landeseigenen Friedhof Heerstraße in Berlin-Westend. Auf Beschluss des Berliner Senats ist die letzte Ruhestätte von August Kraus (Grablage: 8-D-3/4) seit 1978 als Ehrengrab des Landes Berlin gewidmet. Die Widmung wurde 1999 um die übliche Frist von zwanzig Jahren verlängert.

## Ausgewählte Werke

### Arbeiten für die Siegesallee
Bei aller Abhängigkeit von Begas verdankte Kraus seinem Meister viele Aufträge. So bewarb er sich 1897 auf Begas Empfehlung um Arbeit für die monumentale Siegesallee. Im Tiergarten schufen im Auftrag Kaiser Wilhelms II. zwischen 1895 und 1901 27 Bildhauer 32 Standbilder mit Herrschern aus der Geschichte Brandenburgs und Preußens. Jedes Standbild wurde flankiert von zwei kleineren Büsten mit der Darstellung von Personen, die im Leben des jeweiligen Herrschers oder für die Geschichte Brandenburgs/Preußens eine wichtige Rolle gespielt hatten.
Die künstlerische Leitung des Gesamtprojekts lag bei Kraus’ Meister Reinhold Begas. Wilhelm II. akzeptierte die Bewerbung und beauftragte Kraus mit der Gruppe 9 um den letzten Askanischen Markgrafen Heinrich das Kind. Kraus wurde der jüngste Siegesallee-Künstler. Nach Abschluss seiner Arbeiten bemühte er sich im Gegensatz zu den meisten anderen Bildhauern nicht um weitere Aufträge.

#### Gruppe 9
Zur Bewältigung der Aufgabe baute Kraus ein eigenes Atelier in der Kolonie Grunewald. Die Arbeiten an der Denkmalgruppe 9 nahm er Ende 1898 auf.
Da für den letzten märkischen Askanier keine Bildvorlagen oder Personenbeschreibungen existierten, machte die historische Kommission der Siegesallee unter Reinhold Koser wenig Gestaltungsvorgaben. Heinrich das Kind war 1320 bereits im Alter von elf Jahren gestorben, sodass Kraus eine knabenhafte, grazile Figur mit einem weiten Umhang und einem träumerischen, leicht melancholischen Gesichtsausdruck gestaltete, die er auf einen oktogonalen Sockel stellte. Nur ein Kronreif kennzeichnet die Figur im höfischen Kostüm eines Edelknaben als Regenten, auf die Beigabe von Waffen verzichtete Kraus. Als Modell hatte dem Bildhauer der französische Cellist Paul Bazelaire gedient, der gerade in Berlin zu Gast war – zur Erinnerung schickte „der Chef des Geheimen Zivilkabinetts dem Musiker zwei Fotos des Denkmals.“
Als Nebenfiguren wählte die historische Leitung der Siegesallee Heinrichs Vormund Wartislaw IV. und den Prignitzer Ritter Wedigo von Plotho, genannt Der Bauernschlächter. Wedigo soll Waldemar „dem Großen“ in der Schlacht bei Woltersdorf 1317 das Leben gerettet haben. Die Büste Wedigos schrieb eine ganz besondere Geschichte, denn Kraus’ Freund, der „Milljöh“-Zeichner Zille, der zu dieser Zeit noch nicht als sozialkritischer Maler bekannt war, hatte Modell gestanden. Die Kreuzzeitung amüsierte sich über den Bildhauerscherz in ihrem Bericht zur Einweihung des Denkmals (22. März 1900): „So ist z. B. das bärbeißige Raubrittergesicht des biederen Grafen Plotho mit der so charakteristischen urgermanischen Kartoffelnase, das die Heiterkeit des königlichen Auftraggebers in so hohem Maße erregte, nicht etwa ein Phantasiegebilde des Künstlers, sondern das wohlgelungene Porträt eines ehrbaren Charlottenburger Spießbürgers und technischen Leiters einer bekannten Großen Kunstanstalt […].“
Die Wedigo/Zille-Büste wurde mehrfach repliziert, unter anderem für die Charlottenburger Gaststätte Zille-Eck. Der Verbleib der Figur ist unklar. Aus dem Nachlass von August Kraus bewahrt das Berliner Georg-Kolbe-Museum unter der Leihgabennummer 32 ein Gipsmodell der Büste auf, das „ein Relikt des Originalgipses sein könnte.“
Die Originale selbst befanden sich mit starken Beschädigungen von 1978 bis 2009 im Lapidarium in Berlin-Kreuzberg und stehen seit Mai 2009 in der Zitadelle Spandau. An der Wedigo/Zille-Büste fehlt der Kopf, der bereits 1945 verschwunden ist. Auch am Heinrich-Standbild fehlt der Kopf und zudem der rechte Arm und das linke Bein. Die Wartislaw-Büste ist mit Konturschäden komplett. Insgesamt gehörte die Arbeit von August Kraus laut Ute Lehnert zu den wenigen ausgewogenen Denkmalkompositionen in dem kaiserlichen Monumentalboulevard.

#### Gruppe 32
Auf die Gestaltung der abschließenden Denkmalgruppe 32 mit seinem kaiserlichen Großvater legte der Auftraggeber, Kaiser Wilhelm, besonderen Wert und übertrug die Arbeit deshalb Reinhold Begas. Begas hatte allerdings für sein pompöses Nationaldenkmal von 1897 heftige Kritik, in gewissem Sinne auch von Wilhelm II., einstecken müssen. Möglicherweise hat er sich deshalb bei dieser Arbeit „einer äußerst schlichten Formensprache“ bedient. Doch auch sein Erstmodell für die Siegesallee von 1899 fiel beim Kaiser durch. „In Verbindung mit dem Pickelhelm machte das Modell […] einen zu soldatischen Eindruck, das heißt, es brachte die Herrscherwürde nicht angemessen zum Ausdruck.“ (Lehnert).
Daraufhin hat sehr wahrscheinlich August Kraus in Begas Werkstatt das Standbild für den ersten deutschen Kaiser Wilhelm I. entworfen und modelliert, während die Nebenfiguren (Humboldt und Rauch) wohl tatsächlich von Kraus Meister Begas stammen. Ein Zeitgenosse berichtete:

„Auf der rechten Seite erhebt sich die Statue Kaiser Wilhelms I., eine schlichte, dem Leben abgelauschte Figur […]. Der Künstler, der an diesem Werke modelliert, ist einer der begabtesten Schüler und Mitarbeiter des Meisters, Bildhauer August Kraus.“

Kraus selbst teilte später mit:

„In der Siegesallee habe ich für Begas die Statue Kaiser Wilhelms I. geschaffen, nachdem Begas mit seinem ersten Entwurf Schiffbruch erlitten hatte.“

Zwar behielt Kraus den Pickelhelm und die militärische Auffassung der Figur aus Begas Entwurf bei, doch gelang ihm die Darstellung so zurückhaltend, dass er Wilhelm I. in Verbindung mit einer ungezwungenen Schrittstellung und einem abgeklärten, aber festen Gesichtsausdruck „eine Noblesse“ verleihen konnte, „in der die Herrscherwürde zum Ausdruck kommt.“ Die Nebenfiguren der am 30. März 1901 enthüllten Gruppe sind verschollen, während die Kaiserstatue mit starken Beschädigungen im Gesicht seit Mai 2009 in der Zitadelle Spandau ruht.

### Iltis-Denkmal und Männeken Pis
Einen der ersten größeren Aufträge erhielt Kraus von der Kaiserlichen Marine mit der Gestaltung des Iltis-Denkmals für Shanghai. Das deutsche Kanonenboot Iltis war in einem Taifun in der Nähe des Kap Shandong (Kap Shantung) gesunken. Von 85 Besatzungsmitgliedern überlebten nur 14 das Drama. Kraus modellierte nach einer Skizze des Kapitäns Müller einen zersplitterten, 6 Meter hohen Mast aus Bronze mit deutscher Fahne und Lorbeerkranz an dessen Fuß. Das Denkmal wurde am 21. November 1898 in Gegenwart des Prinzen Heinrich, der ein Jahr später Chef des Ostasiengeschwaders der Kaiserlichen Marine wurde, enthüllt und im Ersten Weltkrieg zerstört.
1908 verschmähte seine Vaterstadt Ruhrort ein Geschenk, das Kraus ihr mit der Figur des Männeken Pis hatte zukommen lassen. Aus sittlichen Gründen lehnten die späteren Duisburger eine Aufstellung des Werkes ab, das deshalb erst 1952 einen Platz im Tonhallenpark vor der Mercatorhalle bekam. Nach einer Odyssee über den Ostausgang des Hauptbahnhofs und einen Standort am Sonnenwall befindet sich der Brunnen mit der 90 Zentimeter hohen Bronzeskulptur heute an der Harmoniestraße in Duisburg-Ruhrort. Wie seine Tochter mitteilte, kopierte Kraus nicht das Brüsseler Original, sondern ließ seinen Sohn Modell stehen.

## Preise und Ausstellungen

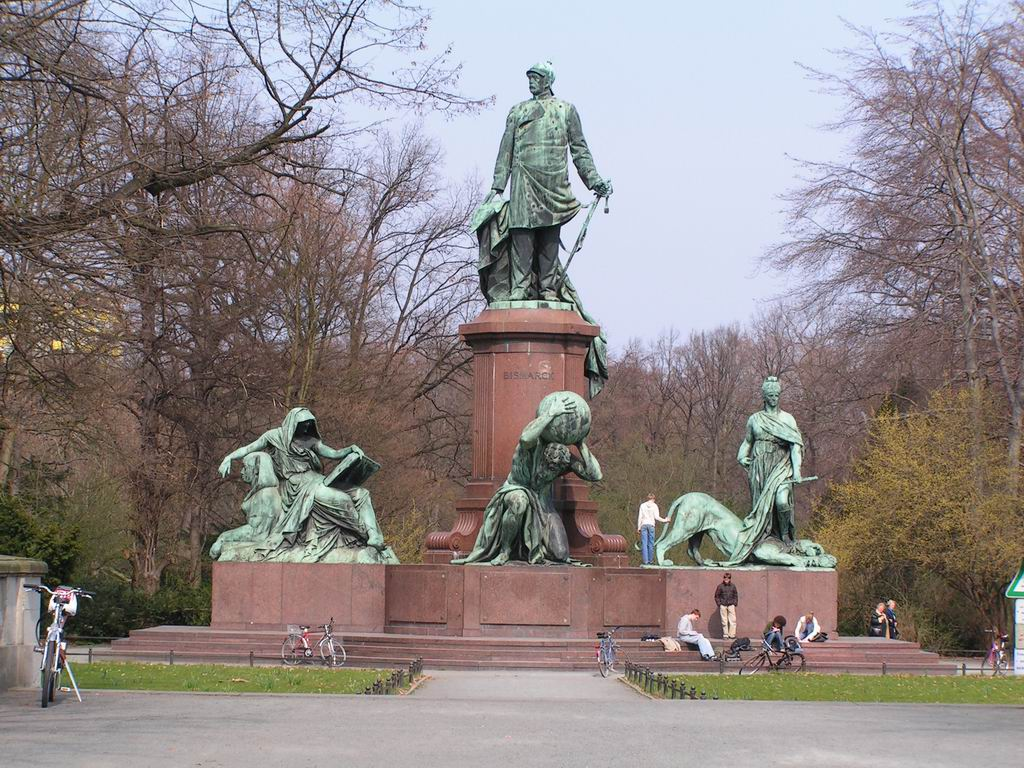
Bismarck-Nationaldenkmal am heutigen Standort am Großen Stern

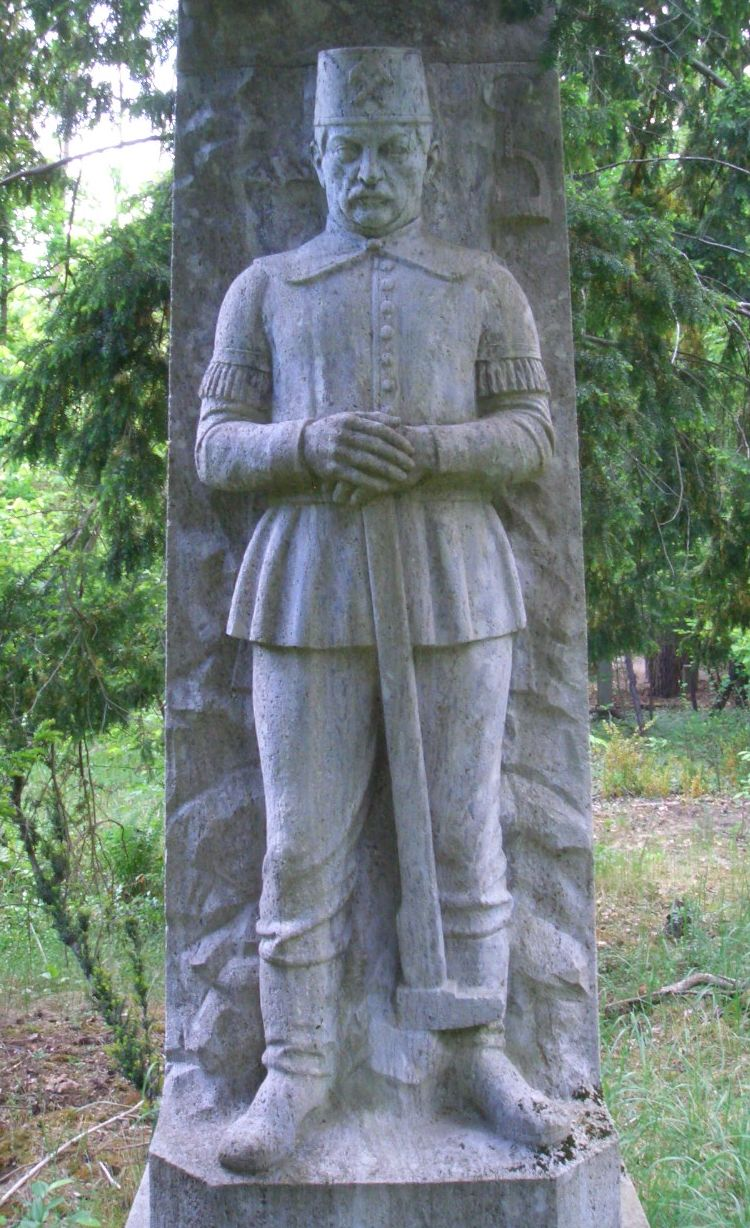
Bergmannsstatue für das Familiengrab Poensgen auf dem Südwestkirchhof Stahnsdorf

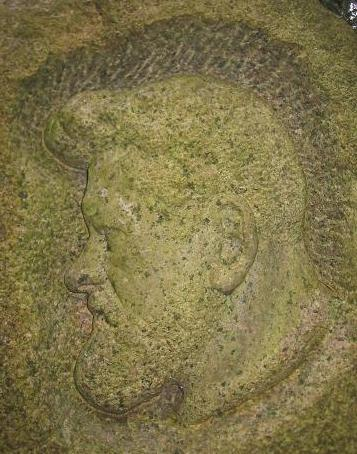
Relief am Grabstein des Freundes Zille

Einige Werke von August Kraus sind heute im Georg-Kolbe-Museum, Berlin ausgestellt
- 1896: Kaiserpreis zur Ergänzung der Antiken, erster Preis
- 1899: Auf der ersten (und weiteren) Ausstellung(en) der Berliner Secession vertreten
- 1900: Großer Staatspreis, fünfjähriges Romstipendium; (unter anderem aufgrund der Siegesallee-Gruppe 9)
- 1900: Auf der Pariser Weltausstellung mit Gipsabguss Heinrichs aus der Siegesallee-Gruppe 9 vertreten

## Werkliste

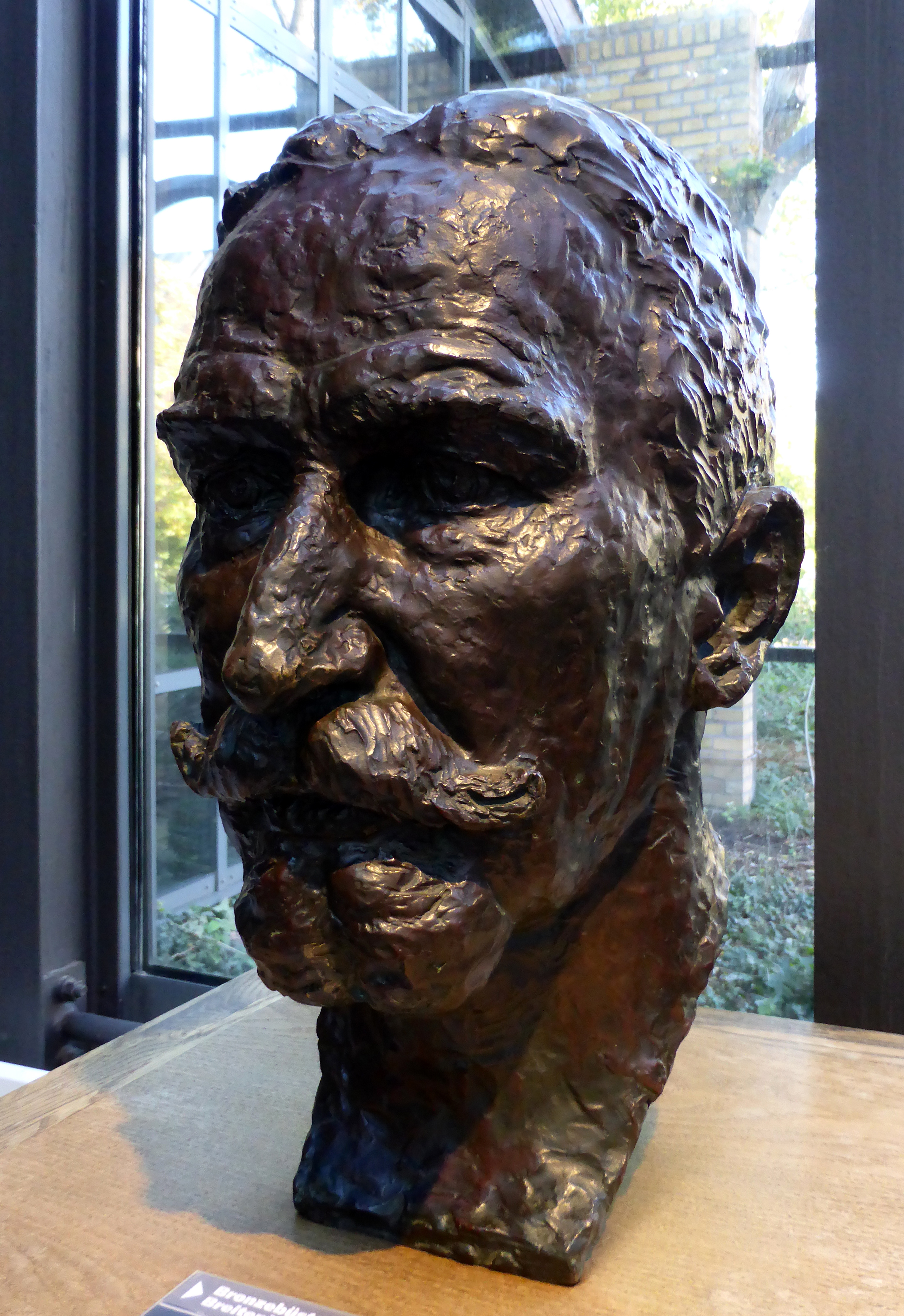
Paul von Breitenbach – Bronzebüste

- Zwischen 1895 und 1897 Mitarbeit am zerstörten Kaiser-Wilhelm-Nationaldenkmal, darunter
  - die Sachsengruppe, Hälfte des Pferdes und gemeinsam mit August Gaul zwei Adlergruppen
  - zwei Löwengruppen, ebenfalls gemeinsam mit August Gaul, Bronze, seit 1963 im Tierpark Friedrichsfelde (weitere Bilder)
- 1898 Iltis-Denkmal für Shanghai (siehe oben)
- 1898 Zille-Statuette
- Arbeiten für die Berliner Siegesallee
  - 1900 Denkmalgruppe 9 zu Heinrich das Kind (siehe oben)
  - 1901 sehr wahrscheinlich das zentrale Standbild zu Wilhelm I. aus der Denkmalgruppe 32, das bislang in der Regel Reinhold Begas zugeschrieben wird (siehe oben)
- Bis 1901 Mitarbeit am Bismarck-Nationaldenkmal und am Denkmal für Moltke (seit 1939 am Großen Stern)
- 1901 Sandalenbinderin, Bronzeskulptur, Düsseldorf, Stadtgarten; ab 1932 im Rheinpark, 1941 im Nordpark, 1948 südlich der Rheinterrasse und seit 1961 im Park Schwanenspiegel, Nähe Graf-Adolf-Platz
- 1903 Römischer Hirte, Bronze, Kunsthalle Bremen
- 1904 Römischer Bocciaspieler, 1904, (Bild)
- 1908 Marmorinnenverkleidung, plastische Ausgestaltung des Mausoleums, Sarkophag der Industriellenfamilie Lanz in Mannheim[20]
- 1908 (aufgestellt 1952) Männeken Pis, Bronze, Duisburg, Sonnenwall/Leidenfroststraße (siehe oben)
- 1910 Standbild von Heinrich Lanz auf dem Werksgelände der Heinrich Lanz AG in Mannheim-Lindenhof[20]
- 1910 Büste von Heinrich Lanz im Heinrich-Lanz-Krankenhaus Mannheim[20]
- nach 1918 zwei Kriegerdenkmäler für Treuenbrietzen und Saarbrücken
- 1920 Bronzebüste Paul von Breitenbach
- 1921 Bergmannsstatue für das Grabmal der Familie Oskar Poensgen, Südwestkirchhof Stahnsdorf
- 1922 Büste von Carl Reuther d. Ä., Mannheimer Industrieller (Privat)
- 1923 Büste von Dr. Erich Kunheim, Chemiefabrik Kunheim in Berlin – heute Kali Werke (Privat)
- 1926–28 Knabe mit Ziege, Bronze, Savignyplatz, Nachguss 1955 (Bild)
- 1928 Gefallenen-Denkmal im Hohenzollernpark der Hansestadt Anklam: Es stellt einen sich im Todeskampf aufbäumenden und brüllenden Löwen dar.[21]
- 1929 Grabmal Heinrich Zille, Südwestkirchhof Stahnsdorf
- Mehrere Bildnisbüsten, Verbleib unbekannt: Kaiser Wilhelm II., Admirale Eduard von Knorr und Karl Rudolf Brommy (ursprünglich in der Marineschule oder Marineakademie in Kiel), Botschafter Mumm von Schwarzenstein, General Alexander von Kluck, Geheimer Rat W. Herz.[22]
- Mehrere Brunnen: Altes Schloss zu Allenstein, Augustaplatz Baden-Baden, Marbach am Bodensee (?)[22]

Medaillenarbeiten
- 1916 Bronzegussmedaille, 79,5 mm, auf: Alfons Mumm von Schwarzenstein (1859–1924), Diplomat und Mitglied der Champagnerdynastie in Reims und Frankfurt
- 1917 Eisengussmedaille: I) Graf Ernst zu Reventlow. Kopf mit Blick nach rechts. / II 1914 - ER ODER - ICH - 1917, nackter Kämpfer mit Hammer auf ihn bedrohende Schlange. 84 mm & 189 Gramm